# ホクロヤッコ
ホクロヤッコ（学名：Holacanthus ciliaris）は、キンチャクダイ科に分類される魚の一種。クイーンエンゼルフィッシュとも呼ばれる。西大西洋のサンゴ礁に生息し、Holacanthus bermudensis とは頭部の模様で見分けられる。主に海綿動物を捕食し、1匹の雄と最大4匹の雌から成るハーレムを形成する。彼らは縄張りを持ち、雌は別々に餌を探す。満月近くに繁殖し、透明な卵は水面に浮上して孵化する。観賞魚として人気があり、主にブラジル産の個体が流通する。国際自然保護連合により低危険種に指定されている。

## 分類と名称

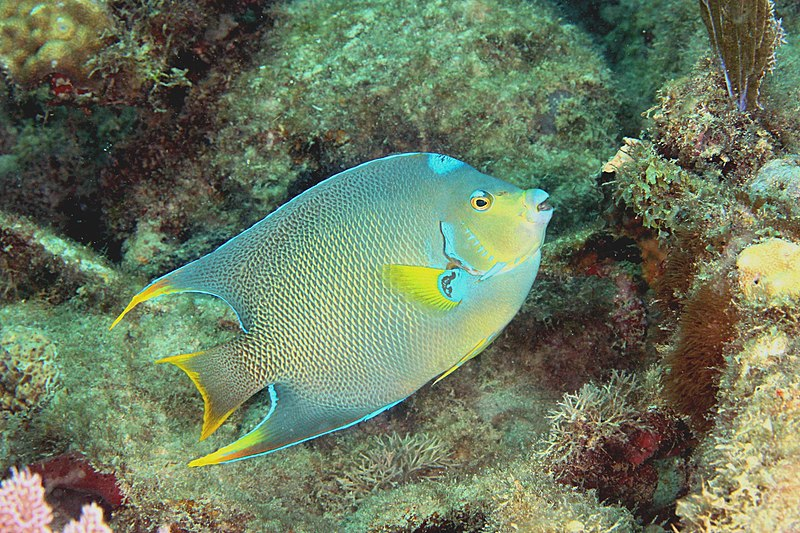
本種と H. bermudensis の交雑種

1758年にカール・フォン・リンネの著書『自然の体系』第10版において Chaetodon ciliaris として初めて記載され、タイプ産地は「西大西洋/カリブ海」とされた。1802年にフランスの博物学者であるベルナール・ジェルマン・ド・ラセペードによって Holacanthus 属に移動された。属名は古代ギリシア語の「holos（完全な）」と「akantha（棘）」に由来する。種小名の ciliaris は「飾りのある」という意味で、鱗の形状に由来する。この種の他の英名には「blue angelfish」「golden angelfish」「yellow angelfish」などがある。
Holacanthus 属は、1020万年前から760万年前の間に出現したと考えられる。最も原始的な種は西アフリカ沖の Holacanthus africanus であり、この系統がインド洋から大西洋に定着したことを表している。350万年前から310万年前のパナマ地峡の閉鎖により、東太平洋の熱帯種が分岐した。ホクロヤッコに最も近い姉妹種は、Holacanthus bermudensis で、約150万年前に分岐した。これらは交配することが知られており、両親種に似た特徴を持つ雑種を生み出す。雑種はTownsend angelfishと呼ばれ、繁殖力があり、元の種とも雑種とも交配することができる。
以下の系統樹は分子的証拠に基づく。
|  | Bermuda blue angelfish |
|  |                        |
|  | ホクロヤッコ           |
|  |                        |

|  | \| \| Clarion angelfish \| \| \| \| \| \| Clipperton angelfish \| \| \| \| |
|  |                                                                            |
|  | King angelfish                                                             |
|  |                                                                            |
|  | Clarion angelfish                                                          |
|  |                                                                            |
|  | Clipperton angelfish                                                       |
|  |                                                                            |

|  | Clarion angelfish    |
|  |                      |
|  | Clipperton angelfish |
|  |                      |

|  | Bermuda blue angelfish |
|  |                        |
|  | ホクロヤッコ           |
|  |                        |

|  | \| \| Clarion angelfish \| \| \| \| \| \| Clipperton angelfish \| \| \| \| |
|  |                                                                            |
|  | King angelfish                                                             |
|  |                                                                            |
|  | Clarion angelfish                                                          |
|  |                                                                            |
|  | Clipperton angelfish                                                       |
|  |                                                                            |

|  | Clarion angelfish    |
|  |                      |
|  | Clipperton angelfish |
|  |                      |

|  | Bermuda blue angelfish |
|  |                        |
|  | ホクロヤッコ           |
|  |                        |

|  | \| \| Clarion angelfish \| \| \| \| \| \| Clipperton angelfish \| \| \| \| |
|  |                                                                            |
|  | King angelfish                                                             |
|  |                                                                            |
|  | Clarion angelfish                                                          |
|  |                                                                            |
|  | Clipperton angelfish                                                       |
|  |                                                                            |

|  | Clarion angelfish    |
|  |                      |
|  | Clipperton angelfish |
|  |                      |

|  | Bermuda blue angelfish |
|  |                        |
|  | ホクロヤッコ           |
|  |                        |

|  | \| \| Clarion angelfish \| \| \| \| \| \| Clipperton angelfish \| \| \| \| |
|  |                                                                            |
|  | King angelfish                                                             |
|  |                                                                            |
|  | Clarion angelfish                                                          |
|  |                                                                            |
|  | Clipperton angelfish                                                       |
|  |                                                                            |

|  | Clarion angelfish    |
|  |                      |
|  | Clipperton angelfish |
|  |                      |

|  | Bermuda blue angelfish |
|  |                        |
|  | ホクロヤッコ           |
|  |                        |

|  | \| \| Clarion angelfish \| \| \| \| \| \| Clipperton angelfish \| \| \| \| |
|  |                                                                            |
|  | King angelfish                                                             |
|  |                                                                            |
|  | Clarion angelfish                                                          |
|  |                                                                            |
|  | Clipperton angelfish                                                       |
|  |                                                                            |

|  | Clarion angelfish    |
|  |                      |
|  | Clipperton angelfish |
|  |                      |

|  | Bermuda blue angelfish |
|  |                        |
|  | ホクロヤッコ           |
|  |                        |

|  | \| \| Clarion angelfish \| \| \| \| \| \| Clipperton angelfish \| \| \| \| |
|  |                                                                            |
|  | King angelfish                                                             |
|  |                                                                            |
|  | Clarion angelfish                                                          |
|  |                                                                            |
|  | Clipperton angelfish                                                       |
|  |                                                                            |

|  | Clarion angelfish    |
|  |                      |
|  | Clipperton angelfish |
|  |                      |

|  | Bermuda blue angelfish |
|  |                        |
|  | ホクロヤッコ           |
|  |                        |

|  | \| \| Clarion angelfish \| \| \| \| \| \| Clipperton angelfish \| \| \| \| |
|  |                                                                            |
|  | King angelfish                                                             |
|  |                                                                            |
|  | Clarion angelfish                                                          |
|  |                                                                            |
|  | Clipperton angelfish                                                       |
|  |                                                                            |

|  | Clarion angelfish    |
|  |                      |
|  | Clipperton angelfish |
|  |                      |

|  | Bermuda blue angelfish |
|  |                        |
|  | ホクロヤッコ           |
|  |                        |

|  | \| \| Clarion angelfish \| \| \| \| \| \| Clipperton angelfish \| \| \| \| |
|  |                                                                            |
|  | King angelfish                                                             |
|  |                                                                            |
|  | Clarion angelfish                                                          |
|  |                                                                            |
|  | Clipperton angelfish                                                       |
|  |                                                                            |

|  | Clarion angelfish    |
|  |                      |
|  | Clipperton angelfish |
|  |                      |

## 形態

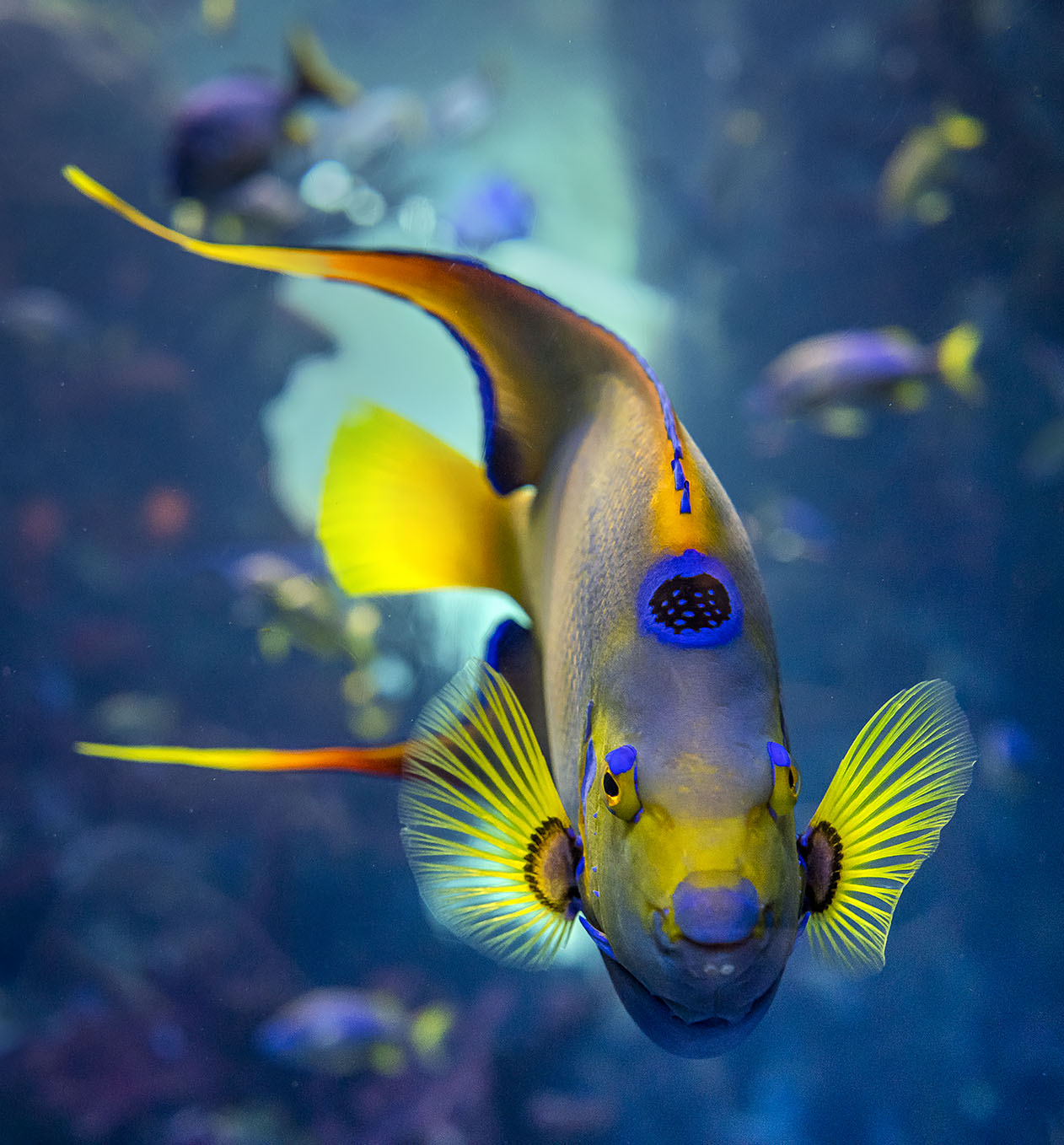
頭部の「王冠」が見える

幅広く平らな楕円形の体と三角形の尾鰭、小さく鈍い吻部、剛毛のような歯のある小さな口を持つ。背鰭は14棘と19 - 21軟条から、臀鰭は3棘と20 - 21軟条から成る。背鰭と臀鰭の条は伸びる。全長は最大で45 cm、体重は1,600 gになる。雄の方が大型化する。
鱗は青緑色で、縁は黄色く、尾鰭、胸鰭、腹鰭は明るい黄色である。背鰭と臀鰭の先端はオレンジがかった黄色で、胸鰭の根元には青い斑点がある。額には目のような斑点、または「冠」があり、斑点はコバルトブルーで、外側はエレクトリックブルーで、エレクトリックブルーの斑点が点在する。この冠が、この種と H. bermudensis を区別する主な特徴である。幼魚は濃い青で、明るい青の縦縞と黄色の胸部がある。H. bermudensis の幼魚に比べ、より湾曲した縦縞が特徴である。成長中の幼魚は成魚の色に近づくにつれて模様が変化する。

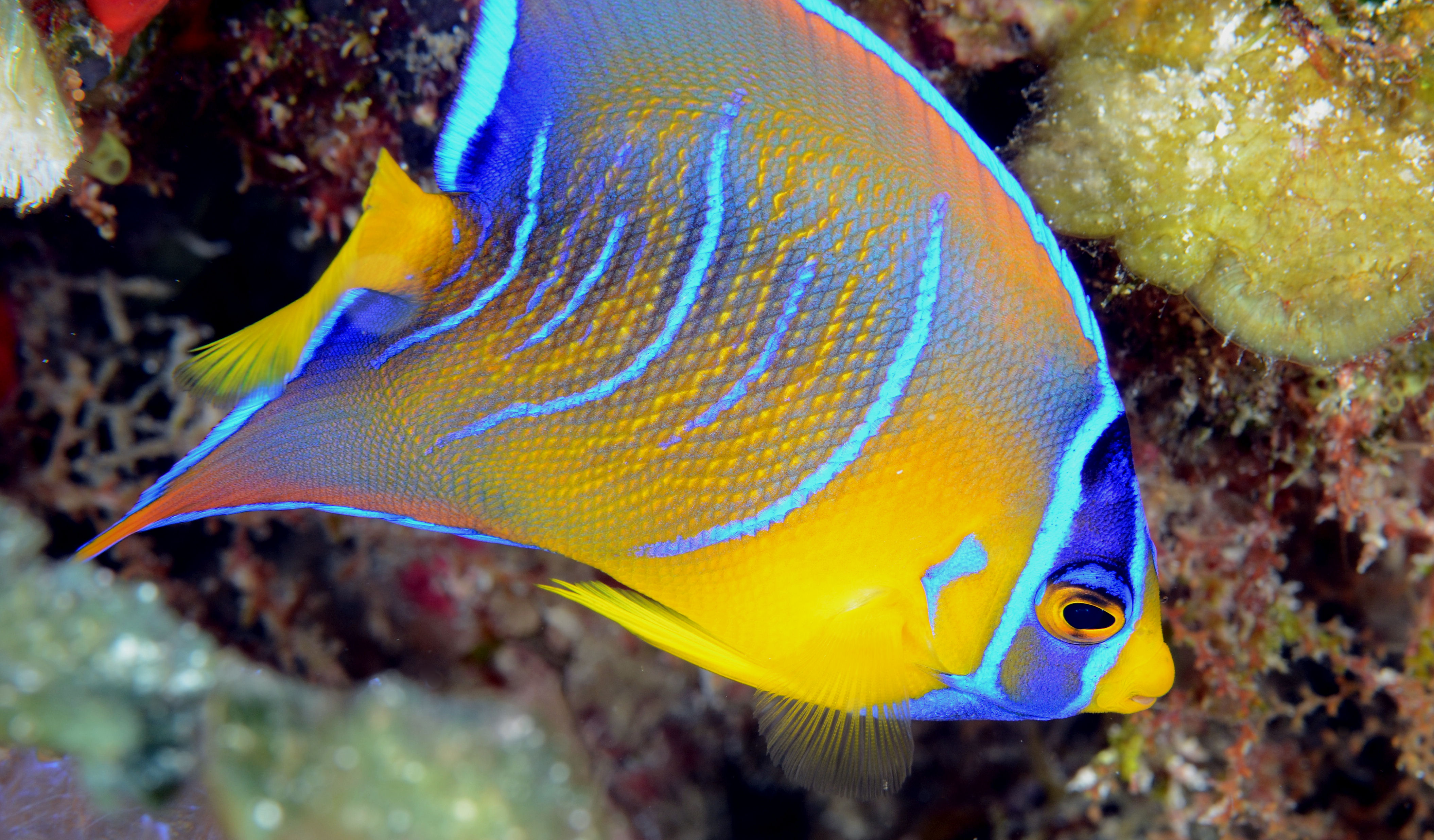
成魚の模様に移行する幼魚

ブラジルのサンペドロ・サンパウロ群島沖では、7種類の色の変種が記録されている。最も多いのは、ほとんどが金色または明るいオレンジ色の変種である。他の変種は、明るい青色に黄色、黒、白の色が混じっていたり、全体が白色だったりする。フロリダ州のドライ・トートゥガス国立公園沖では、2009年に別の色の変種が記録されている。ほとんどがコバルトブルーで、白と黄橙色の部分があった。
サンペドロ・サンパウロ群島には、上顎が潰れ、下顎が突き出ているパグのような骨格を持つ個体が少なくとも2匹記録されている。このような奇形は主に飼育魚に見られる。

## 分布と生態

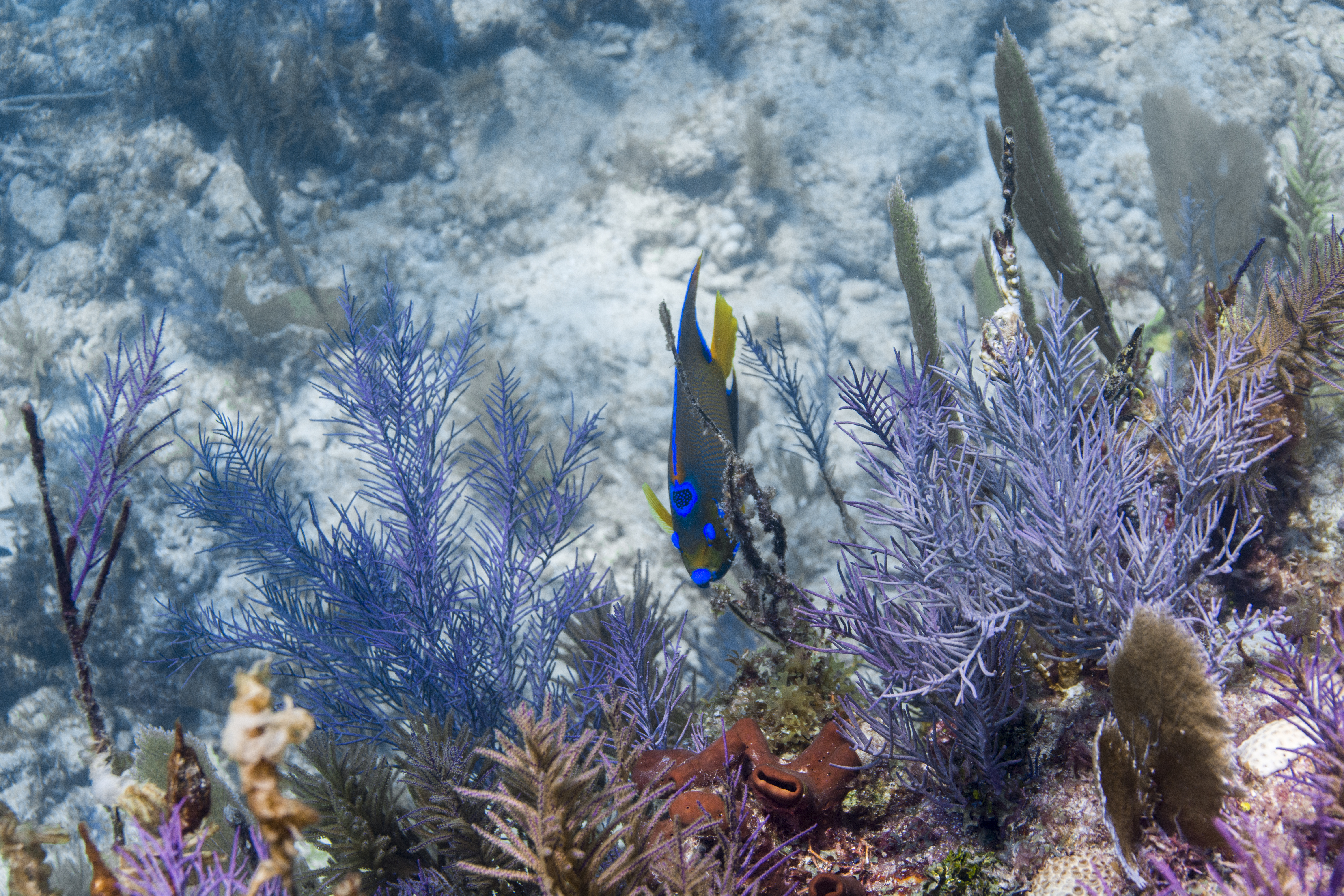
フロリダ州の野生個体

アメリカ大陸の海岸や島々周辺、西大西洋の熱帯および亜熱帯地域に生息する。フロリダ州からメキシコ湾、カリブ海に沿ってブラジルまで分布する。分布域は東はバミューダ諸島、サンペドロ・サンパウロ群島まで広がっている。ホクロヤッコは底魚で、海岸近くの浅瀬から水深70 mまでのサンゴ礁に生息し、軟質サンゴを好み、単独またはペアで生活する。
海綿動物、尾索動物、クラゲ、サンゴ、プランクトン、藻類を食べる。幼魚は掃除魚であり、大きな魚の外部寄生虫を取り除く。セント・トーマス島とサルヴァドール沖では、成魚の食事の90％が海綿動物である。サンペドロ・サンパウロ群島沖では、30種以上の獲物が消費され、68％が海綿動物、25％が藻類、5％が外肛動物である。選択的に餌を食べるようで、餌に含まれる獲物の割合は個体数と相関していない。サンペドロ・サンパウロ群島の個体は、海綿動物のゲオジア属の Geodia neptuni、Erylus latens、Clathria calla、ホシガタカイメン属の Asteropus niger を捕食する。

## ライフサイクル

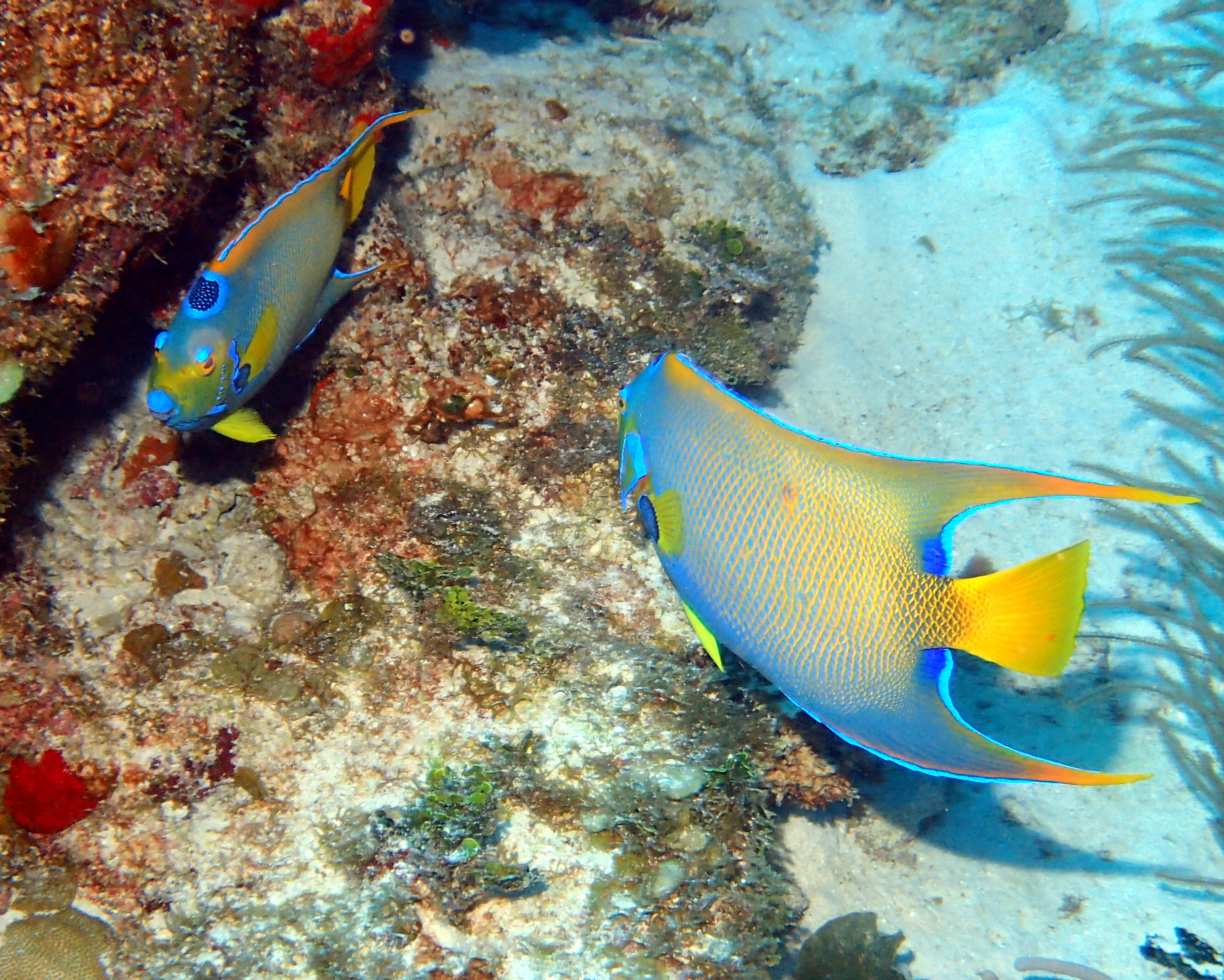
ホクロヤッコのペア

雄は広い縄張りを持ち、2 - 4匹の雌とハーレムを形成する。性転換については不明な点が多いが、雌性先熟の雌雄同体と推定されている。縄張りの雄がいなくなった場合、最も大きなハーレムの雌が雄に変化する可能性がある。正午頃、雌はそれぞれ別の場所で餌を探す。雄は雌の世話をし、雌に駆け寄ったり、旋回したり、隣で餌を食べたりする。この種の産卵は一年中行われる。産卵は満月の前後に観察される。
求愛では、雄が雌に体の側面を見せ、胸びれをはためかせたり、雌の上を舞い上がるように泳いだりする。産卵の初めには、雌が水面に向かって泳ぎ、雄は雌の下を泳ぎ、鼻先を雌の肛門に押し付ける。その後、雄と雌は卵と精液を水中に放出する。雌は1日に2万5千から7万5千個の卵を産む。産卵後、ペアは分かれて海底に戻る。
透明な卵は浮遊性で、15 - 20時間水中に浮かぶ。孵化した仔魚は大きな卵黄嚢を持ち、目、内臓、ひれは機能しないが、2日後には卵黄が吸収され、魚らしい姿になる。これらの仔魚はプランクトンを食べ、急速に成長する。生後3 - 4週間で体長が15 - 20mmに達すると、幼魚となり海底に降りる。幼魚は単独で生活し、海綿やサンゴに囲まれた場所で他の魚を掃除する。

## 人との関わり

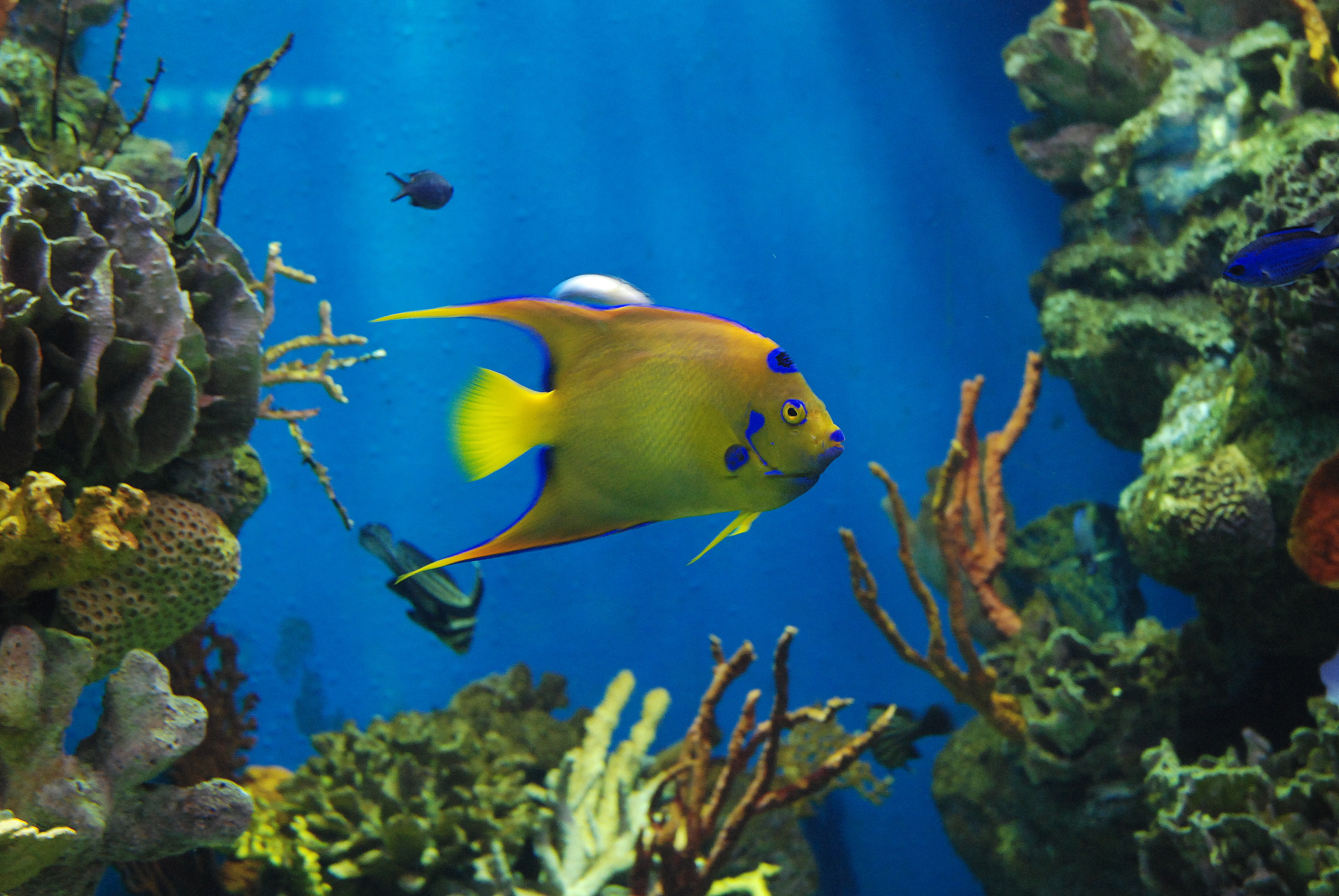
水族館の飼育個体

通常は食用に利用されない。主に観賞魚として捕獲され、そこでは高く評価されている。幼魚は一般的な飼育下の餌に適応するため、より特殊な餌を必要とする成魚よりも生存率が高い。
ブラジルでは、ホクロヤッコは船上で販売される最も一般的な海水観賞魚である。1995年から2000年にかけて、43,730匹のホクロヤッコがブラジル北東部のフォルタレザで取引され、1995年には販売された海水魚の75％がホクロヤッコとキホシヤッコであった。2010年、ホクロヤッコはブラジル沖でのみ大量に漁獲されており、野生個体群は安全であると思われるため、国際自然保護連合によって低危険種と評価された。
2011年にクロアチア沖のアドリア海で、2020年にはマルタ沖の地中海で捕獲されている。おそらく飼育個体が放されたものである。日本でも2008年に和歌山県沿岸で漁獲され、水族館での飼育が試みられたが、漁獲時の傷が元で死亡した。2015年には、放流された個体がイスラエル沿岸の紅海で発見された。その個体の腎臓は病原菌 Photobacterium damselae piscicida に感染していたが、これはこれまで紅海の魚では記録されておらず、在来魚に感染する恐れがあるという懸念が生じていた。

## ギャラリー

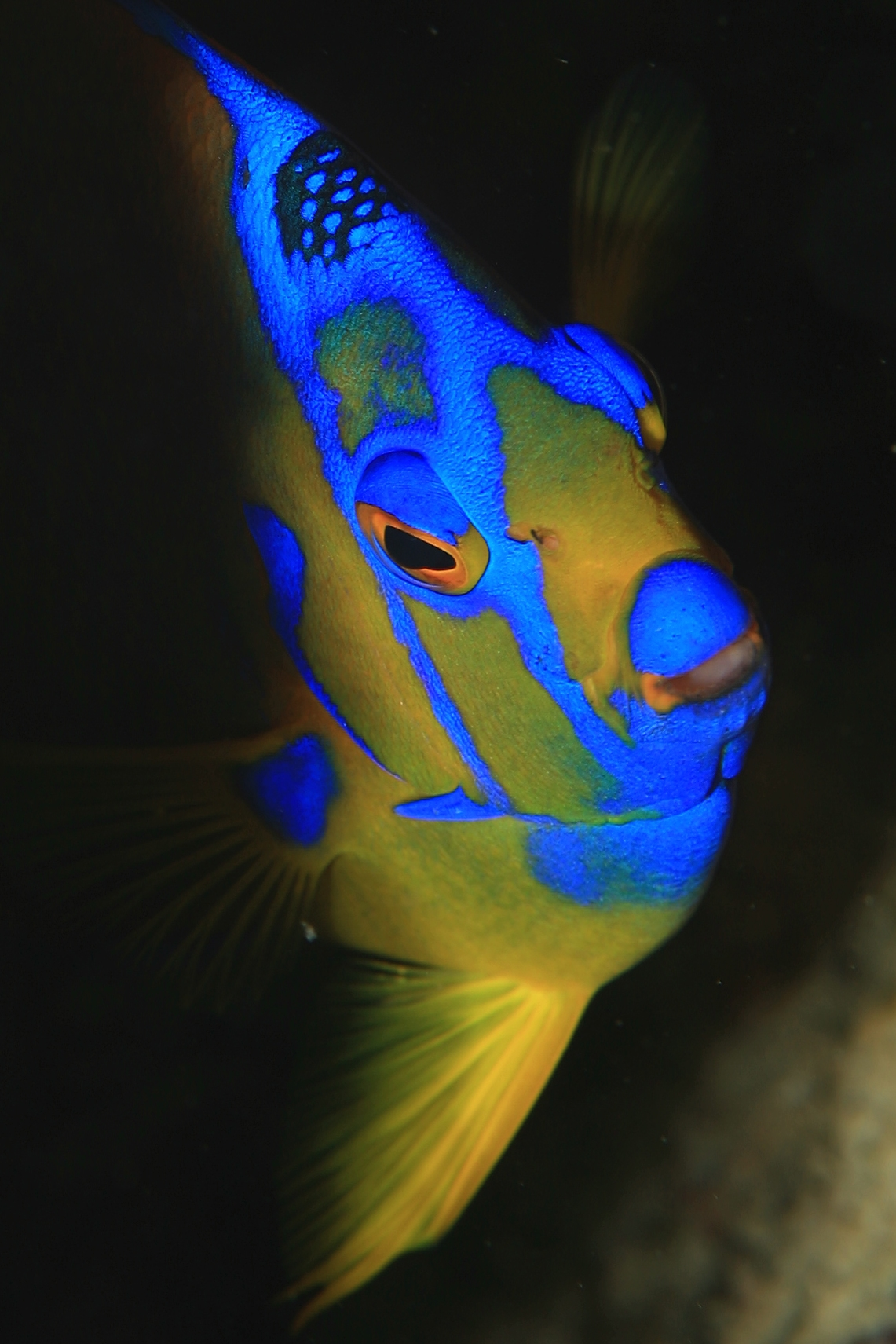
頭部
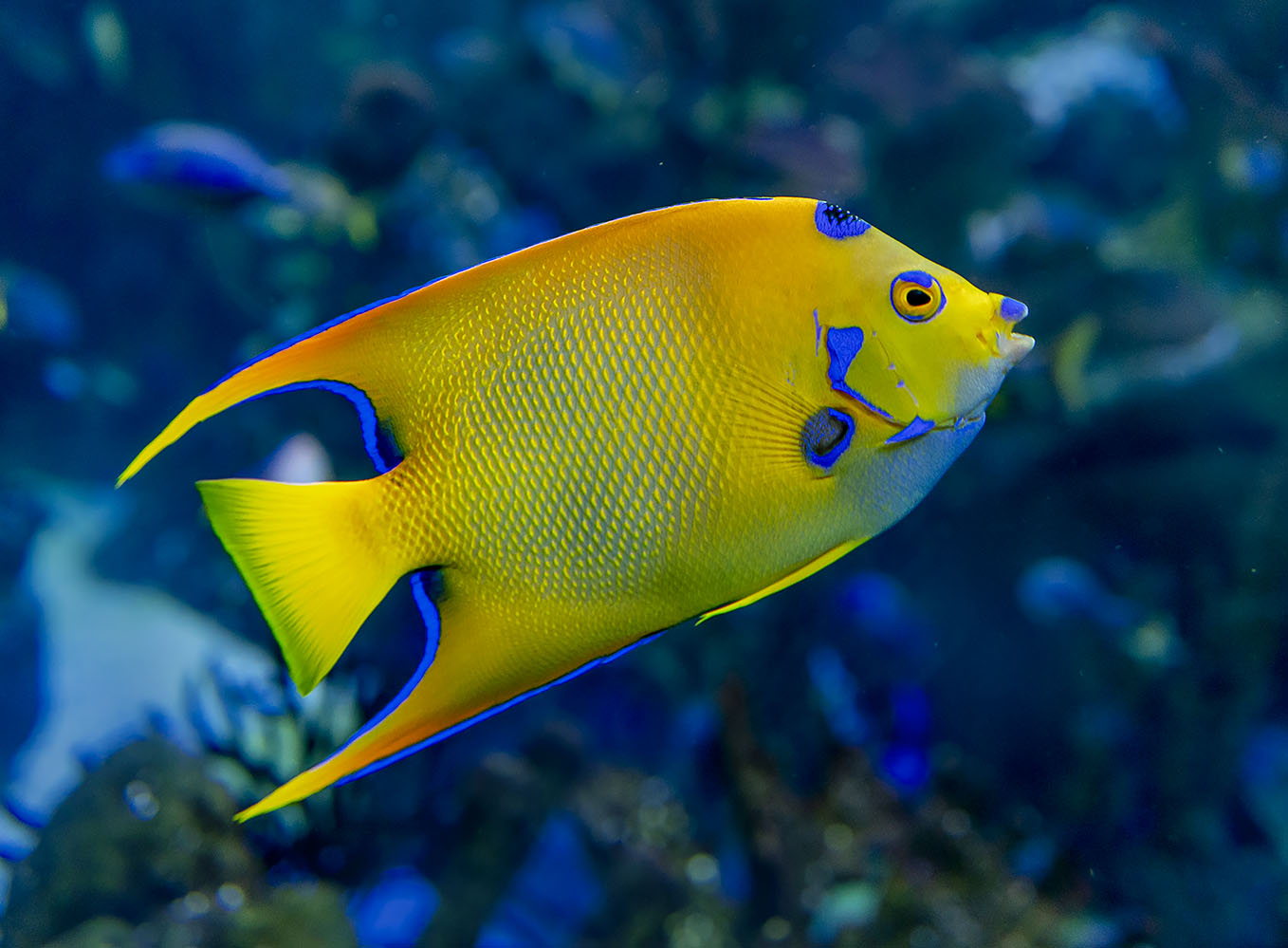
黄色の個体
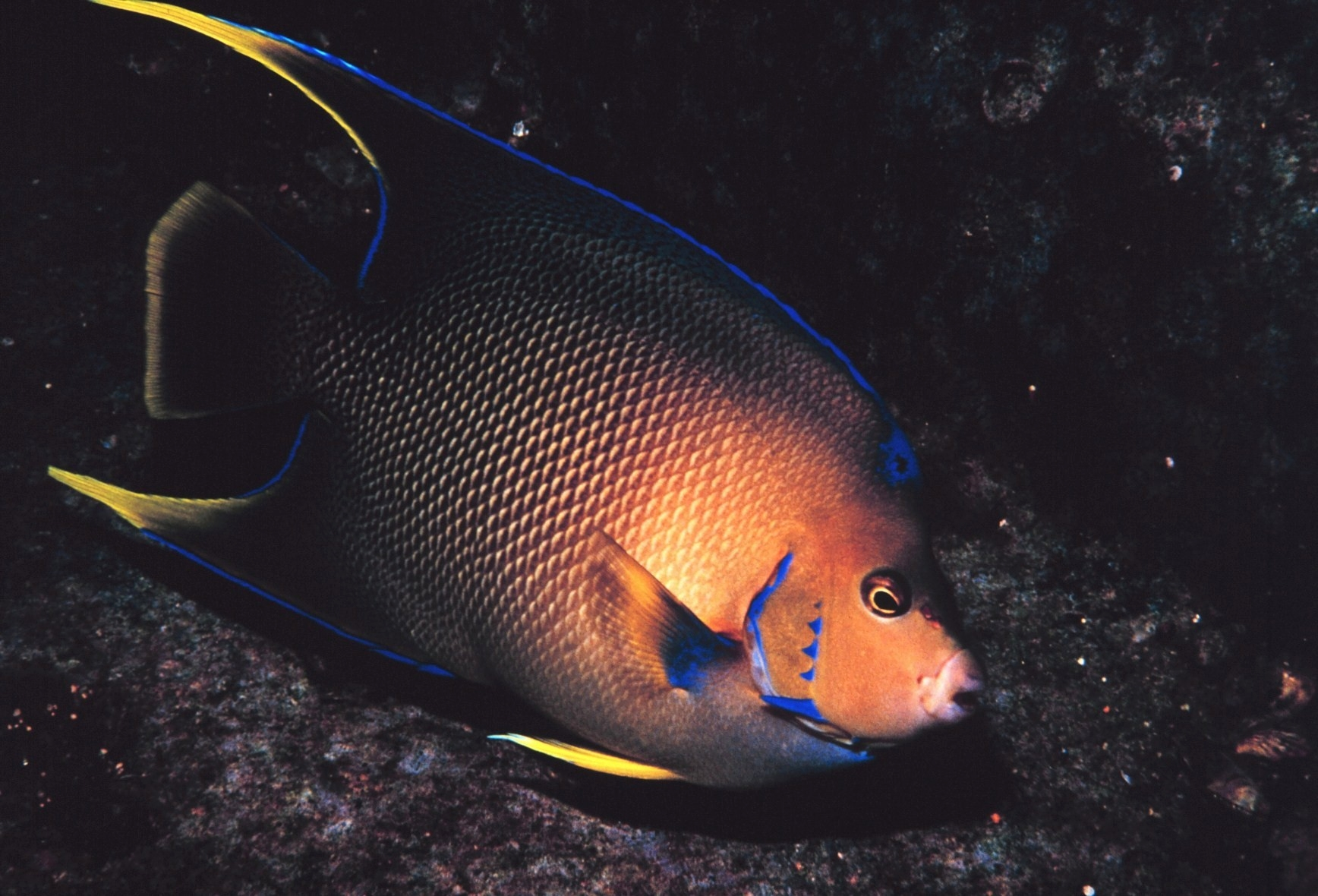
赤みのある H. bermudensis との交雑種
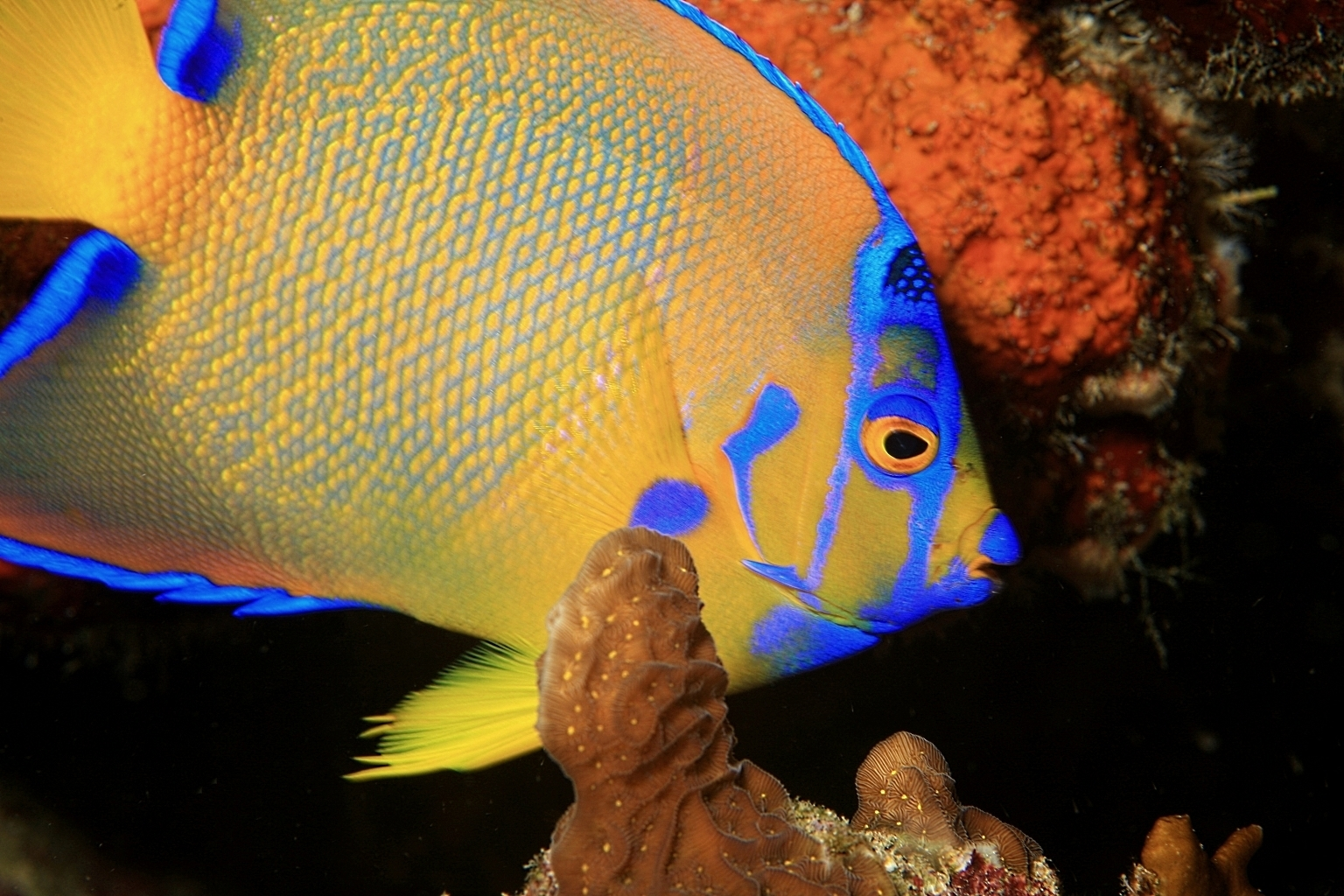
若い個体